# Hermitude
Hermitude est un groupe australien de musique électronique et hip-hop, originaire des Montagnes Bleues.

## Histoire
La popularité des débuts d'Hermitude leur permet d'obtenir des premières parties de concerts internationaux tels que Dizzee Rascal, RJD2 et DJ Krush, puis d'enregistrer Tales of the Drift en 2005. Un son cubain plus percussif est créé, inspiré par le temps que Stuart passe là-bas dans sa jeunesse. En 2006, Hermitude s'embarque à l'étranger pour chercher un plus grand succès, décrochant des concerts en Europe, en Asie et aux États-Unis,,. Ils sont invités à se produire en Malaisie, en Norvège et en Espagne, ainsi qu'au lancement de l'album japonais de DJ Kentaro, et sont réservés pour la tournée de Aceyalone et d'Abstract Rude sur la côte ouest des États-Unis. Lors de cette tournée mondiale, Dubber et Stuart écrivent les morceaux qui allaient composer leur EP sorti en 2007, Rare Sightings. Sorti en novembre 2007, initialement vendu dans les salles lors de leur tournée de retour en Australie, il s'agit de leur quatrième sortie sur Elefant Traks. Hermitude rejoint ensuite Urthboy and The Tongue pour une tournée nationale à travers l'Australie. 
En février 2022, le groupe annonce la sortie de Mirror Mountain et sort le single Promises avec Andie.

## Discographie partielle

### Albums studio
| Titre                  | Détails                                                                                   | Meilleure position | Meilleure position | Certifications |
| Titre                  | Détails                                                                                   | AUS                | N-Z                | Certifications |
| ---------------------- | ----------------------------------------------------------------------------------------- | ------------------ | ------------------ | -------------- |
| Alleys to Valleys      | - Sortie : Août 2003 - Label : Elefant Traks - Format : CD                                | —                  | —                  |                |
| Tales of the Drift     | - Sortie : Août 2005 - Label : Elefant Traks - Formats : CD, CD double                    | —                  | —                  |                |
| Threads                | - Sortie : Septembre 2008 - Label : Elefant Traks - Formats : CD, 2×LP, téléchargement    | —                  | —                  |                |
| HyperParadise          | - Sortie : Février 2012 - Label : Elefant Traks - Formats: CD, 2×LP, téléchargement       | 37                 | —                  |                |
| Dark Night Sweet Light | - Sortie : Mai 2015 - Label : Elefant Traks - Formats : CD, 2×LP, téléchargement          | 1                  | 27                 | - ARIA : Or    |
| Pollyanarchy           | - Sortie : Septembre 2019 - Label : Elefant Traks - Formats : CD, LP, téléchargement      | 18                 | —                  |                |
| Mirror Mountain        | - Sortie : 6 mai 2022 - Label : Elefant Traks (ACE265) - Formats : CD, LP, téléchargement | 66                 | —                  |                |

### Remixes
- Flume – Holdin On
- Sola Rosa featuring Serocee – I've Tried Ways
- Odesza featuring Zyra – Say My Name

## Distinctions

### AIR Awards
| Année | Titre                                               | Nommé                                                    | Résultat   | Réf.   |
| ----- | --------------------------------------------------- | -------------------------------------------------------- | ---------- | ------ |
| 2009  | Threads                                             | Meilleur album urban/hip-hop                             | Nomination | ,      |
| 2012  | HyperParadise                                       | Meilleur album indépendant de dance/electronica          | Lauréat    | [ 13 ] |
| 2015  | themselves                                          | Meilleur groupe indépendant                              | Nomination | [ 14 ] |
| 2015  | Dark Night Sweet Light                              | Meilleur album indépendant                               | Nomination | [ 14 ] |
| 2015  | Dark Night Sweet Light                              | Meilleur album indépendant de dance/electronica          | Nomination | [ 14 ] |
| 2015  | Hermitude featuring Mataya et Young Tapz – The Buzz | Meilleur single ou EP indépendant                        | Nomination | [ 14 ] |
| 2019  | Stupid World (featuring Bibi Bourelly)              | Meilleur single ou EP indépendant                        | Nomination | [ 15 ] |
| 2020  | Pollyanarchy                                        | Meilleur EP ou album indépendant de dance ou electronica | Nomination | [ 16 ] |

### Australia Music Prize
| Année | Titre         | Nommé                       | Résultat | Réf.   |
| ----- | ------------- | --------------------------- | -------- | ------ |
| 2012  | HyperParadise | Album australien de l'année | Lauréat  | [ 17 ] |

### ARIA Music Awards
| Année | Titre                                                   | Nommé                         | Résultat   | Réf.   |
| ----- | ------------------------------------------------------- | ----------------------------- | ---------- | ------ |
| 2012  | HyperParadise                                           | Meilleure sortie de dance     | Nomination |        |
| 2012  | Speak of the Devil (réalisé par Emma Tomelty)           | Meilleur clip                 | Nomination |        |
| 2015  | Dark Night Sweet Light                                  | Album de l'année              | Nomination | [ 18 ] |
| 2015  | Dark Night Sweet Light                                  | Meilleure groupe              | Nomination | [ 18 ] |
| 2015  | Dark Night Sweet Light                                  | Meilleure sortie indépendante | Nomination | [ 18 ] |
| 2015  | Mitch Kenny pour Dark Night Sweet Light                 | Ingénieur de l'année          | Nomination | [ 18 ] |
| 2015  | Luke Dubber et Angus Stuart pour Dark Night Sweet Light | Producteur de l'année         | Nomination | [ 18 ] |
| 2015  | Through the Roof (réalisé par Kess Broekman-Dattner)    | Meilleur clip                 | Nomination | [ 18 ] |
| 2015  | Dark Night Sweet Light Tour                             | Meilleur groupe australien    | Nomination | [ 18 ] |

### J Awards
| Année | Titre                                         | Nommé                       | Résultat   | Réf.   |
| ----- | --------------------------------------------- | --------------------------- | ---------- | ------ |
| 2011  | Speak of the Devil (réalisé par Emma Tomelty) | Clip australien de l'année  | Lauréat    | [ 19 ] |
| 2015  | Dark Night Sweet Light                        | Album australien de l'année | Nomination | [ 20 ] |

### National Live Music Awards
| Année | Titre     | Nommé                                       | Résultat   | Réf. |
| ----- | --------- | ------------------------------------------- | ---------- | ---- |
| 2019  | Hermitude | Groupe électronique live (ou DJ) de l'année | Nomination | ,    |